# Psilopa confentei
Psilopa confentei är en tvåvingeart som beskrevs av Canzoneri 1991. Psilopa confentei ingår i släktet Psilopa och familjen vattenflugor.
Artens utbredningsområde är Nepal. Inga underarter finns listade i Catalogue of Life.